# Мораро
Мора̀ро (на италиански: Moraro; на фриулски: Morâr, Морар) е село и община в Северна Италия, провинция Гориция, автономен регион Фриули-Венеция Джулия. Разположено е на 44 m надморска височина. Населението на общината е 761 души (към 2010 г.).